# Stutter
Stutter es una canción del grupo britpop Elastica. Fue escrito por la cantante de la banda, Justine Frischmann. Fue originalmente lanzado como single en noviembre de 1993 y luego incluido en 1995 en el disco debut de la banda. El sencillo fue aclamado por la crítica y fue un éxito en los charts indies de EE. UU. y Canadá.

## Letras
De un poco más de dos minutos de duración, contiene solo dos versos y dos coros debido a que Frischmann pensó que más serían innecesarios. La letra es acerca de "el problema ocasional de la impotencia masculina debido al consumo de alcohol".

## Lanzamiento
Fue el sencillo debut de Elastica. Fue lanzado por primera vez en noviembre de 1993 por el sello independiente Deceptive Records en una edición limitada de 1500 copias, que se vendieron en un solo día.
La canción se incluyó como la pista 14 de su álbum debut de 1995 y también en la 20th Century Masters Collection de 2002, Best of Brit Pop.

## Críticas
La canción tuvo una reacción abumadoramente positiva de la crítica. La revista Spin comentó que la banda era merecidamente la más cool del britpop, que el sencillo ofrece cuatro canciones brillantes de pop y que era merecedora del hype. De acuerdo con Douglas Walk de CMJ New Music Monthly, "los mejores momentos de Elastica son por mérito propio, especialmente el asombroso sencillo Stutter". La revista Pitchfork la indexó entre las 500 mejores canciones publicadas entre 1977 y 2007. New Musical Express la ubicó en el puesto 8 entre las mejores canciones del año.  La canción figura en el puesto 18 entre las mejores canciones de 1993 y en el puesto 1556 entre las mejores de todos los tiempos, según el agregador mundial de críticas Acclaimed Music.

## Posicionamiento
En los EE. UU., «Stutter» se quedó en la lista Billboard Hot 100 durante nueve semanas, alcanzando el puesto # 67 el 26 de agosto de 1995. También llegó al # 10 en la Alternative Billboard Songs del 12 de agosto. En Canadá, la canción alcanzó el puesto # 4 en la tabla de alternativa el 14 de agosto.

## Video
Hay 3 versiones del video,
- Versión 1, un video muy amateur en la cual aparece la banda tocando la canción.
- Versión 2, muy parecida a la versión 1 pero en esa la banda aparece y desaparece mientras toca.
- Versión 3, filmada en Minneapolis, durante la gira de la banda por EE. UU. en la primavera de 1995, dirigido por David Moldes, emitido regularmente en MTV en 1995. Se cuenta con fotografías de los miembros de la banda caminando por calles llenas de gente.

## Canciones

### 7"
Lanzado el 1 de noviembre de 1993
1. "Stutter"
2. "Pussycat"

### Sencillo en CD edición americana
Lanzado el 19 de junio de 1994
1. "Stutter"
2. "Rockunroll"
3. "2:1"
4. "Annie"

### Sencillo en CD edición mundial
Lanzado el 19 de junio de 1994
1. "Stutter"
2. "Pussycat"
3. "Blue - Donna's 4-track demo"
4. "Spastica"